# ポール・ドレイトン (作曲家)
ポール・ドレイトン（Paul Drayton、1944年12月28日 - ）は、イギリスの作曲家、指揮者、ピアニスト、教員。
1956年から1962年にかけて、ハイ・ウィカムのロイヤル・グラマー・スクールに学んだ。その後、オックスフォード大学ブレーズノーズ・カレッジで音楽を学び、オックスフォードのニュー・カレッジ・スクールの音楽監督に就任した。後には、バッキンガム近郊のストウ・スクールで教鞭を執り、専属作曲家 (composer-in-residence) となった。
ドレイトンの作品の多くは声楽曲である。作品のひとつである「マスターピース (Masterpiece)」は、キングズ・シンガーズの2005年のDVD『From Byrd to the Beatles』の中で取り上げられた。ドレイトンは、『Unheard Melodies or Trampolining in the Vatican』(Athena Press 2008) という音楽愛好家のためのガイドブックを執筆している。
ドレイトンは後にコーンウォールに移り住み、トゥルーロ・カレッジにおいてA-Level と国際バカロレアの課程で教鞭を執っている。ドレイトンはまた、成人教育プログラムにも関わっている。
モンタギュウ・ロウズ・ジェイムズの原作に基づいた、ドレイトンのオペラ『The Hanging Oak』は、2009年10月にイングランド南東部のいくつかの教会において披露された。
2015年には、マルコによる福音書に基づく、合唱とオーケストラによる『キリストの受難 (The Passion of Christ)』が、トゥルーロ大聖堂で初演された。
ドレイトンは、ダッチー・オペラ (Duchy Opera) の音楽監督も務めている。

## おもな作品
- New College Service - オックスフォード大学ニュー・カレッジ（英語版）のために書かれた無伴奏コラール「マニフィカト」および「ヌンク・ディミティス」
- Nero - カンタータ
- Six Characters in Search of an Opera - カンタータ、1988年ころ
- Lotos-Land - SATB（ソプラノ、アルト、テノール、バス）とピアノ：歌詞はテニスンによる。
- Pavane - オルガン
- Choral Prelude and Fugue on "Nun Ruhen Alle Walder" - オルガン
- Dance in a Desolate Place - オルガン
- Ecce Ancilla Domini - 合唱
- The World's Desire - SATB
- This Starry Stranger - SATB とオルガン：歌詞はリチャード・クラショー（英語版）による。
- Jesu Dulcis Memoria - SSATTB
- My Soul, There is a Country - SATB
- The Spacious Firmament - SSATTBB
- Templa Quam Dilecta - カンタータ SATB とオーケストラ：歌詞は詩篇第84編（英語版）による。
- Now Glad of Heart Be Everyone - SATB とオルガン
- How Like an Angel  - SATB とオルガン
- Come Rejoicing  - SATB
- Love's Redeeming Work is Done - 合唱
- Corpus Christi Carol - 斉唱
- The Hanging Oak - オペラ
- マスターピース Masterpiece - コーラル・アンサンブルのための楽曲
- The Mermaid of Zennor - オペラ、2011年ころ：ゼノアの人魚（英語版）に基づく作品。